# Radoslav Rogina
Radoslav Rogina, hrvaški kolesar, * 3. marec 1979, Varaždin.
Rogina je upokojeni profesionalni cestni kolesar, ki je med letoma 2002 in 2020 tekmoval za ekipe Perutnina Ptuj-KRKA-Telekom Slovenije, Tenax, Perutnina Ptuj, Loborika in Adria Mobil. Nastopil je na poletnih olimpijskih igrah v letih 2008 in 2012, najboljšo uvrstitev je dosegel leta 2008 s 25. mestom na cestni dirki. Leta 2004 je v svojem edinem nastopu na dirkah Grand Tour dosegel 87. mesto v skupnem seštevku na Dirki po Italiji. Leta 2013 je zmagal na Dirki po Sloveniji, kjer se je še dvakrat uvrstil med prve tri v skupnem seštevku, z drugim mestom leta 2011 in tretjim leta 2005. Leta 2014 je zmagal na Dirki po Sibiuju, leta 2015 pa na Dirki okoli jezera Činghaj. Leta 2001 je zmagal na prvi izvedbi enodnevne dirke VN Avtomojster, leta 2007 je bil drugi na Memorialu Nevio Valčić. Petkrat je postal hrvaški državni prvak na cestni dirki, enkrat pa v kronometru.